# Clyman (Wisconsin)
Clyman – miasto w Stanach Zjednoczonych, w stanie Wisconsin, w hrabstwie Dodge.